# Atyina vára
Atyina vára (horvátul: Utvrda Voćin/Turski grad), vár Horvátországban, a Papuk-hegység területén.

## Fekvése
Atyina falutól nyugatra, az egykori Jankovich-kastély parkja feletti 267 méteres magaslat tetején találhatók maradványai.

## Története
Engel Pál szerint 1313-ban a Monoszló nembeli Egyed tulajdonában volt, tehát a 14. század elején már biztosan állt. Ekkor az Aba nembeli Athynai családé lett. A család kihaltával 1434-ben Zsigmond király a várat és uradalmát a Garaiaknak adta. 1481-ben Garai Jób halálával a birtok újra a királyra szállt, de ténylegesen özvegye Újlaki Fruzsina és annak nővére Katalin birtokolták. Bár Ulászló király többször is Corvin Jánosnak ígérte 1498-ban mégis Somi Józsa temesi ispán birtoka lett. Halála után 1508-ban a Batthyány család birtokába került, akik 1543-ig megtartották. 1543-ban török kézre került a vár és a település. A török a várat nem pusztította el és a település sem volt lakatlan. 1686. szeptember 10-én nagy harcban foglalták vissza a keresztény erők, mivel a török a várat a végsőkig tartotta. A településnek az ostrom után csak 10 romos háza maradt, vára pedig teljesen romokban hevert, csak néhány belső fala maradt állva.

## A vár mai állapota
Atyina várának romjai a Papuk-hegységben, a falu nyugati része feletti 300 méteres erdős magaslaton találhatók. A helyiek által Turski gradnak, azaz Törökvárnak nevezett romokat mára benőtte a fenyőerdő és a sűrű növényzet. A várhely teteje vese alakot formáz, de romokat csak a délkeleti részen, egy már messziről is látható szikla felett lehet látni. A várhegy legmagasabb pontján, a nyugati részen, valószínűleg az egykori lakótorony helyén ma egy fából épített kilátó áll. A várat délről meredek sziklafal, a többi oldalon sánc és mély sáncárok védte. Területe régészetileg még feltáratlan.